# Jhelum (ciutat)
Jhelum o Jehlum (urdú, panjabi جہلم) és una ciutat del Panjab (Pakistan) capital del districte de Jhelum, a la riba dreta del riu Jhelum. Segons el cens de 1998 la població era de 145.897. El nom potser deriva de "jal" (aigua pura) i "ham" (neu), ja que l'aigua del riu procedeix de l'Himàlaia, però hi ha altres teories com la que la fa derivar de Ja-e-Alam (Plaça de la Bandera).
L'àrea principal de la ciutat està centrada a l'entorn de "Shandar Chowk", "GTS Chowk", "Muhammadi Chowk" i inclou el Mercat principal, el "Niya Bazaar", el "Raja Bazaar", el "Kinari Bazaar", el "Sarafa Bazaar", el "Chowk-Ehl-e-Hadith" i l'Arc del Soldat entre altres elements. L'antic "cantonment" (a uns 5 km) és avui dia una base militar d'infanteria als afores de la ciutat.

## Història
La ciutat es troba a prop del lloc de la famosa batalla de l'Hydaspes entre l'exèrcit d'Alexandre el Gran i el rei Poros. La batalla va tenir lloc al costat de les costes del riu Jhelum. Es creu que és l'antiga ciutat de Bucefàlia, fundada per commemorar la mort del cavall d'Alexandre, Bucèfal. A prop també es troba l'històric Fort Rohtas del segle XV.
El 23 de març de 1849 fou escollida com a seu d'un "cantonment" (campament militar) i de l'administració civil del districte; durant uns deu anys fou a més seu del comissionat d'una divisió que el 1859 es va traslladar a Rāwalpindi. La municipalitat es va crear el 1867. Modernament està dividida en set Unions Councils (Jhelum I a VII)

## Demografia
- 1868= 7.393
- 1881= 21.107
- 1901= 14.951
- 1961= 52.685
- 1972= 70.157
- 1981= 106.462
- 1998= 145.847
- Estimació 2012= 188.800

## Clima
Les principals dades climàtiques es poden veure al diagrama a la dreta:

## Llocs destacats
- Fortalesa de Rohtas construït per l'afganès Sher Shah Suri a uns 16 km.
- Masjid Jhelum, mesquita
- Església de Sant Joan de 1860.
- Altaf Park
- Monument al major Akram Shaheed
- Parc natural de Lehri a 30 km
- Mangla Dam, presa a uns 30 km

## Galeria d'imatges

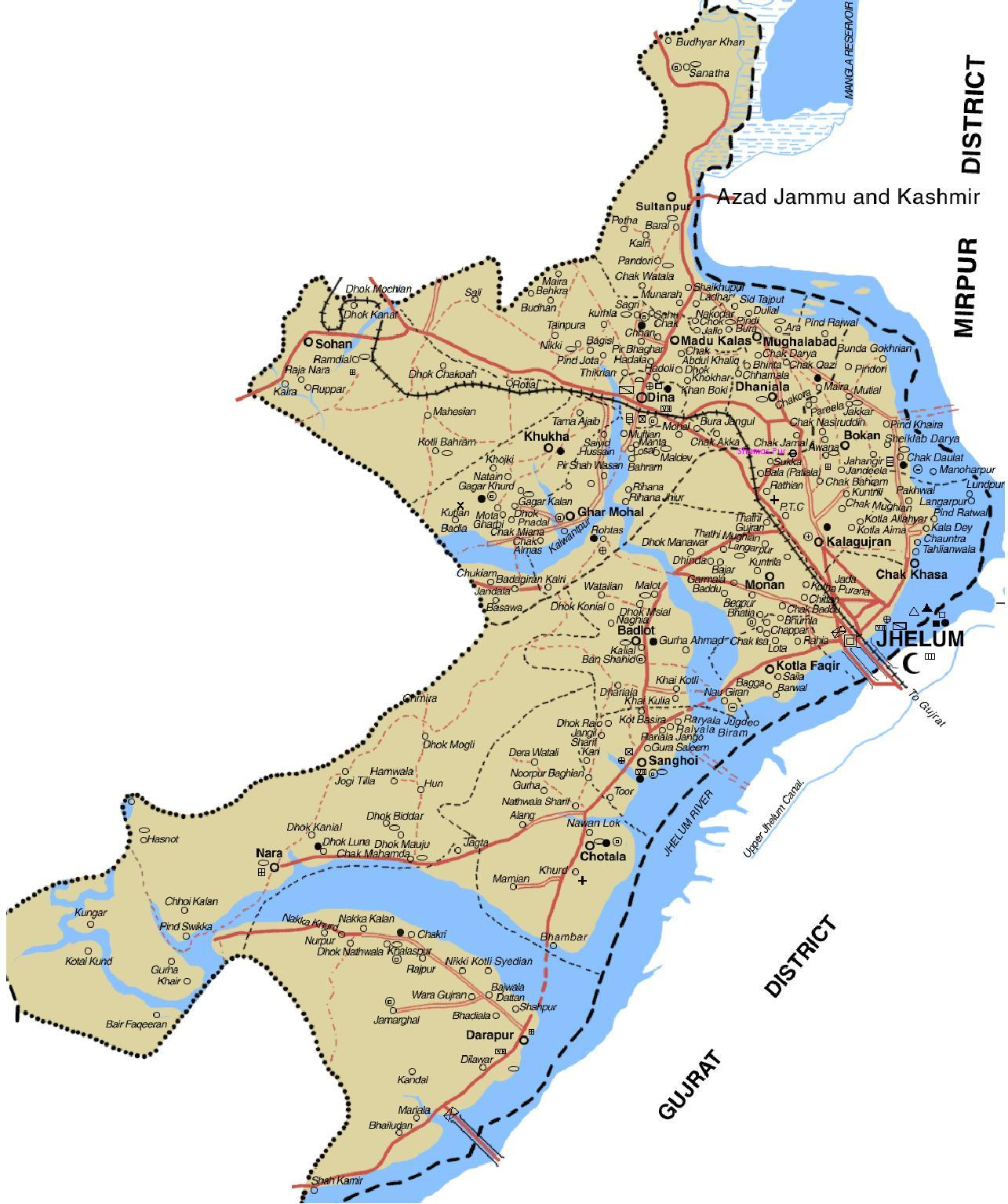
Mapa del Tehsil de Jhelum
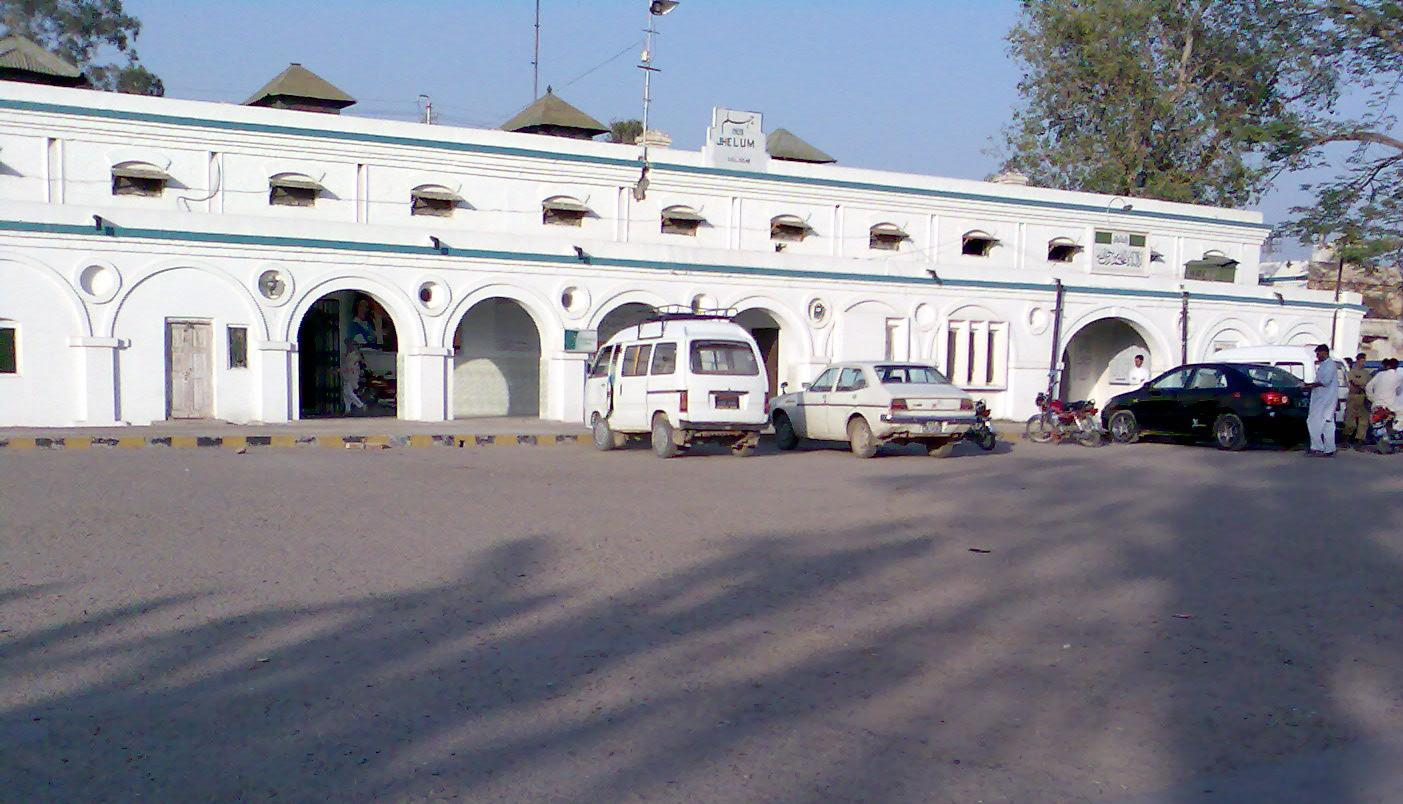
Jhelum Railway Station
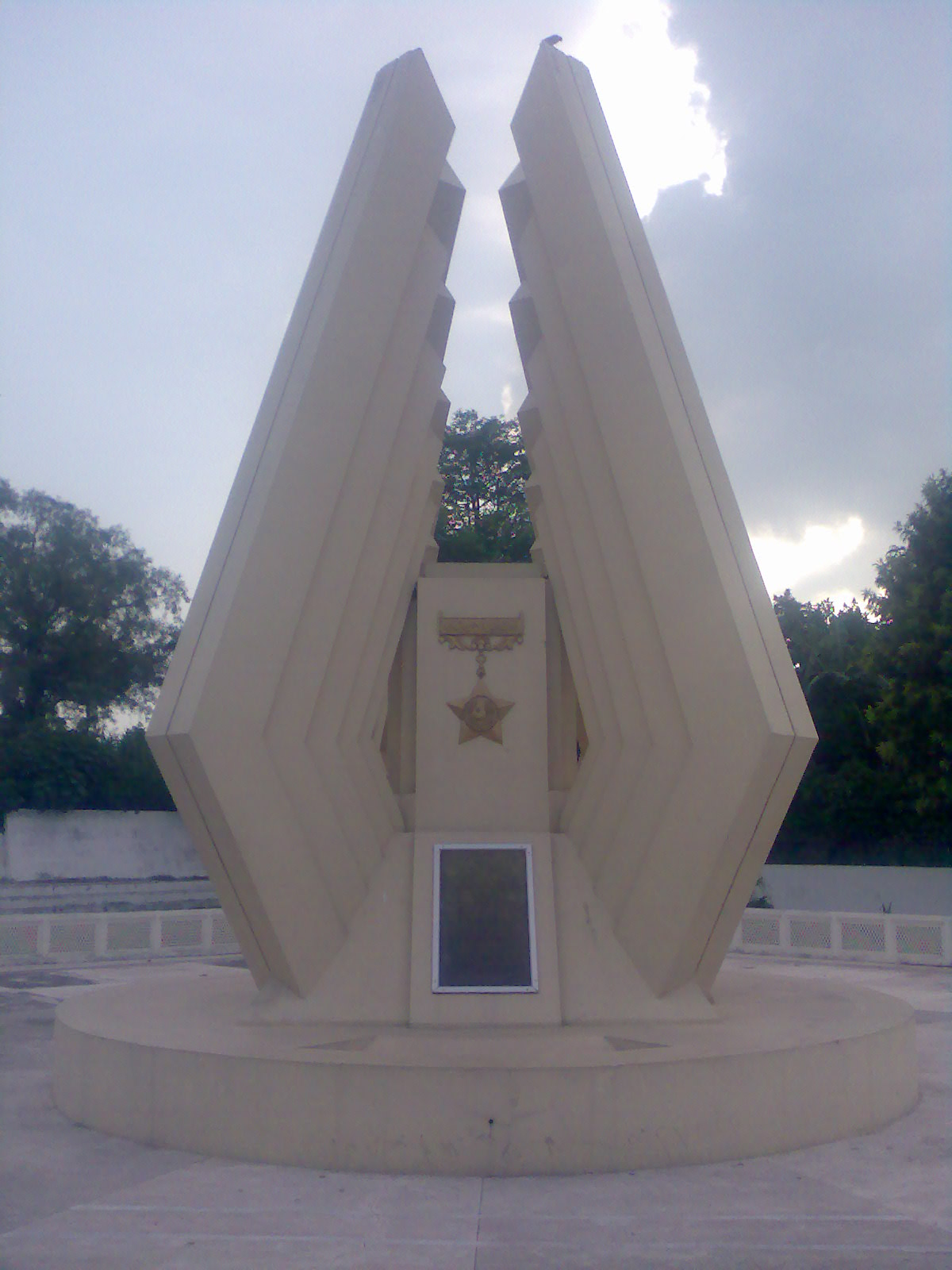
Monument al major Akram, màrtir
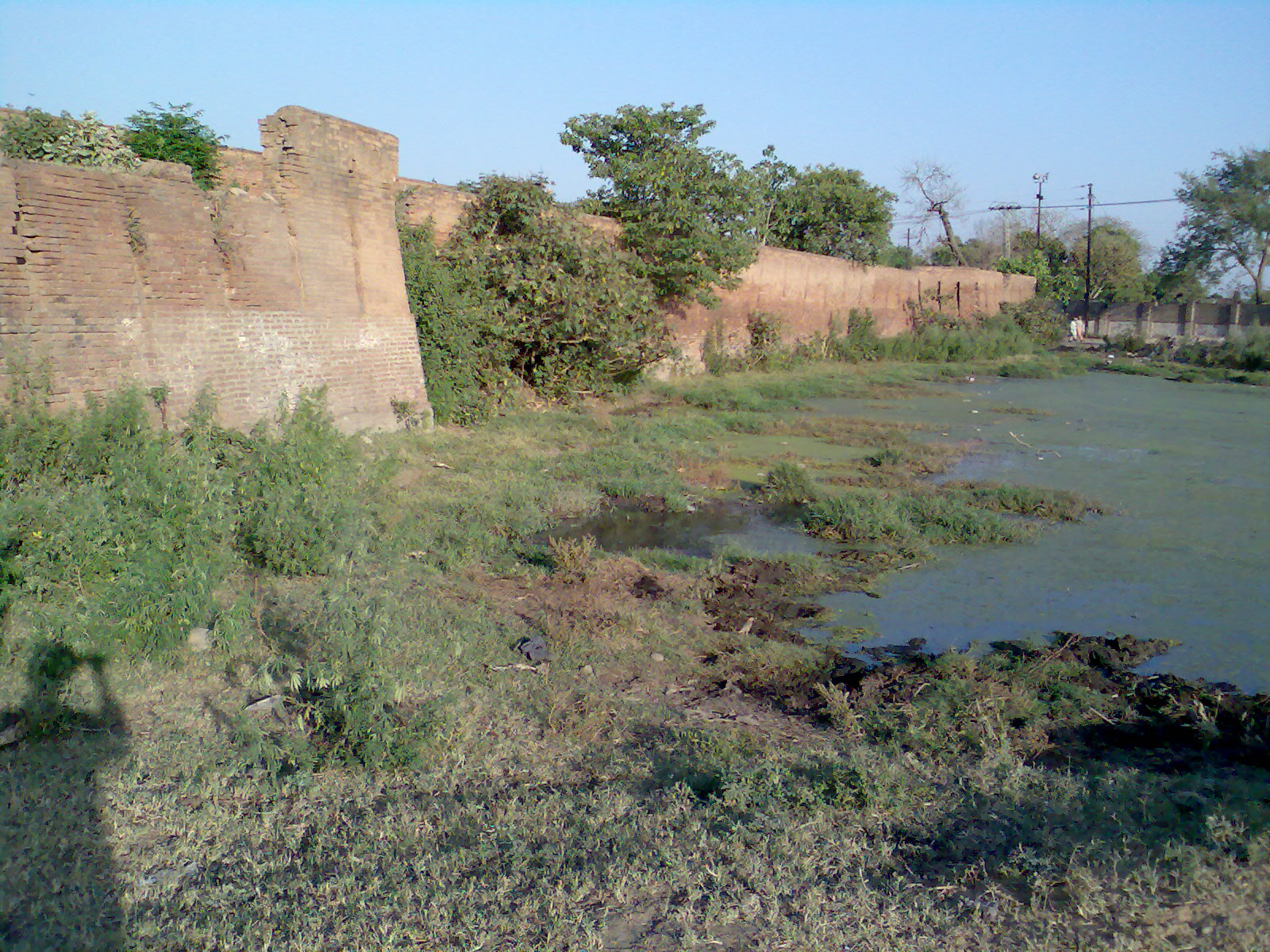
Fort a Jhelum
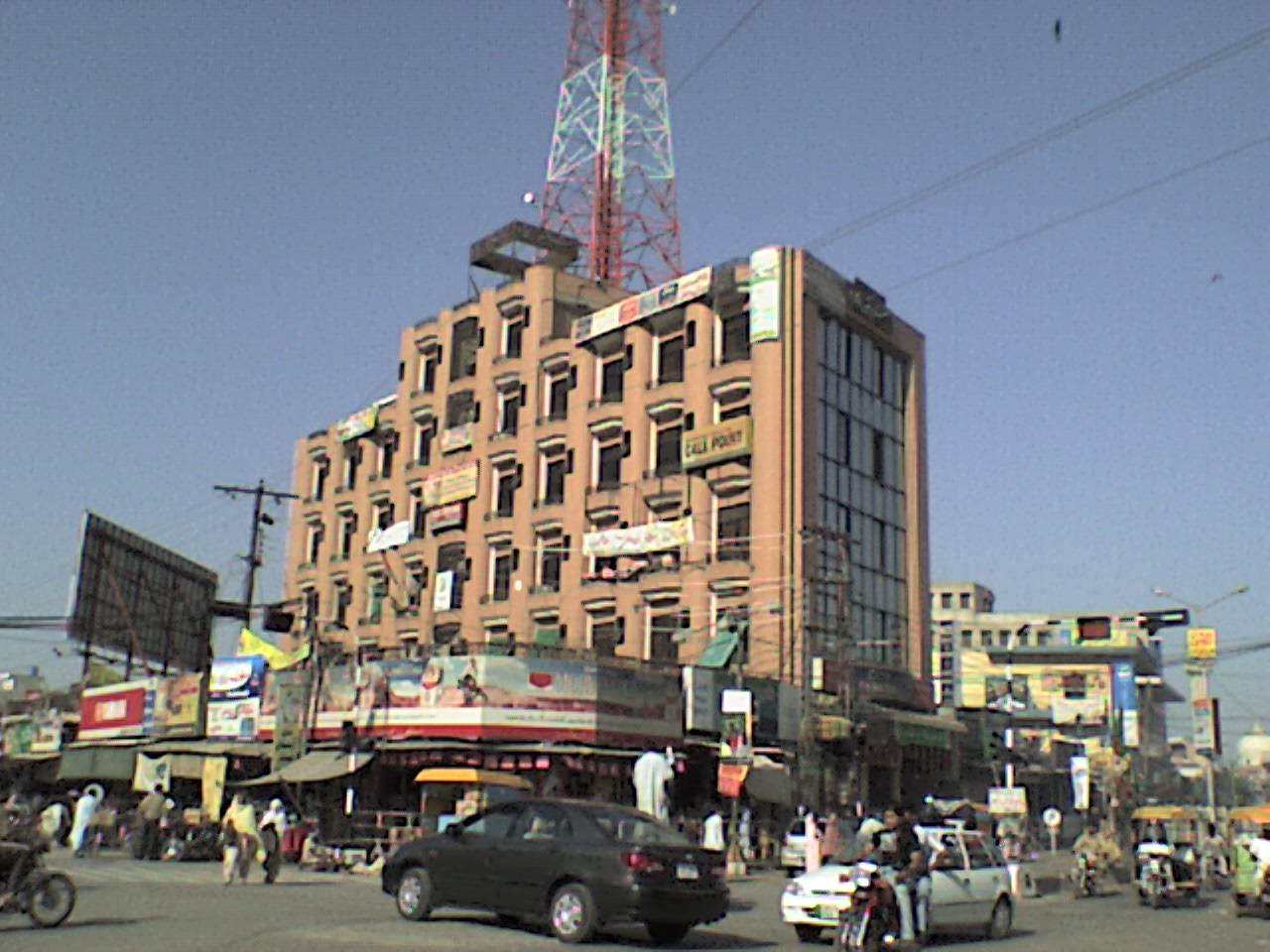
Plaça Shabir a Shandar Chowk
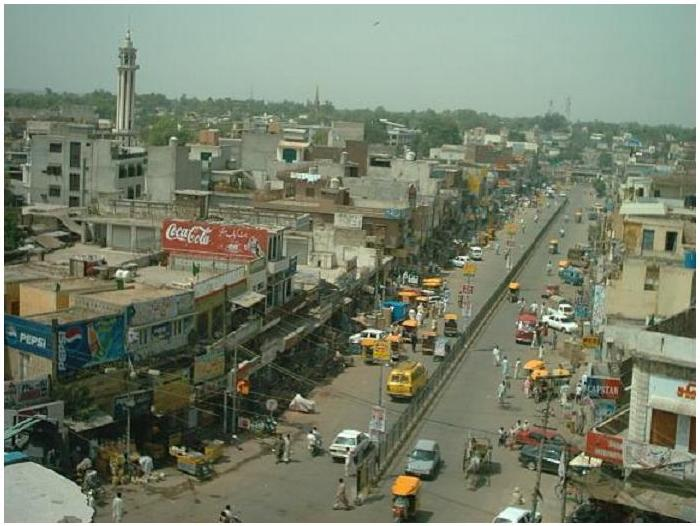
Railway Road
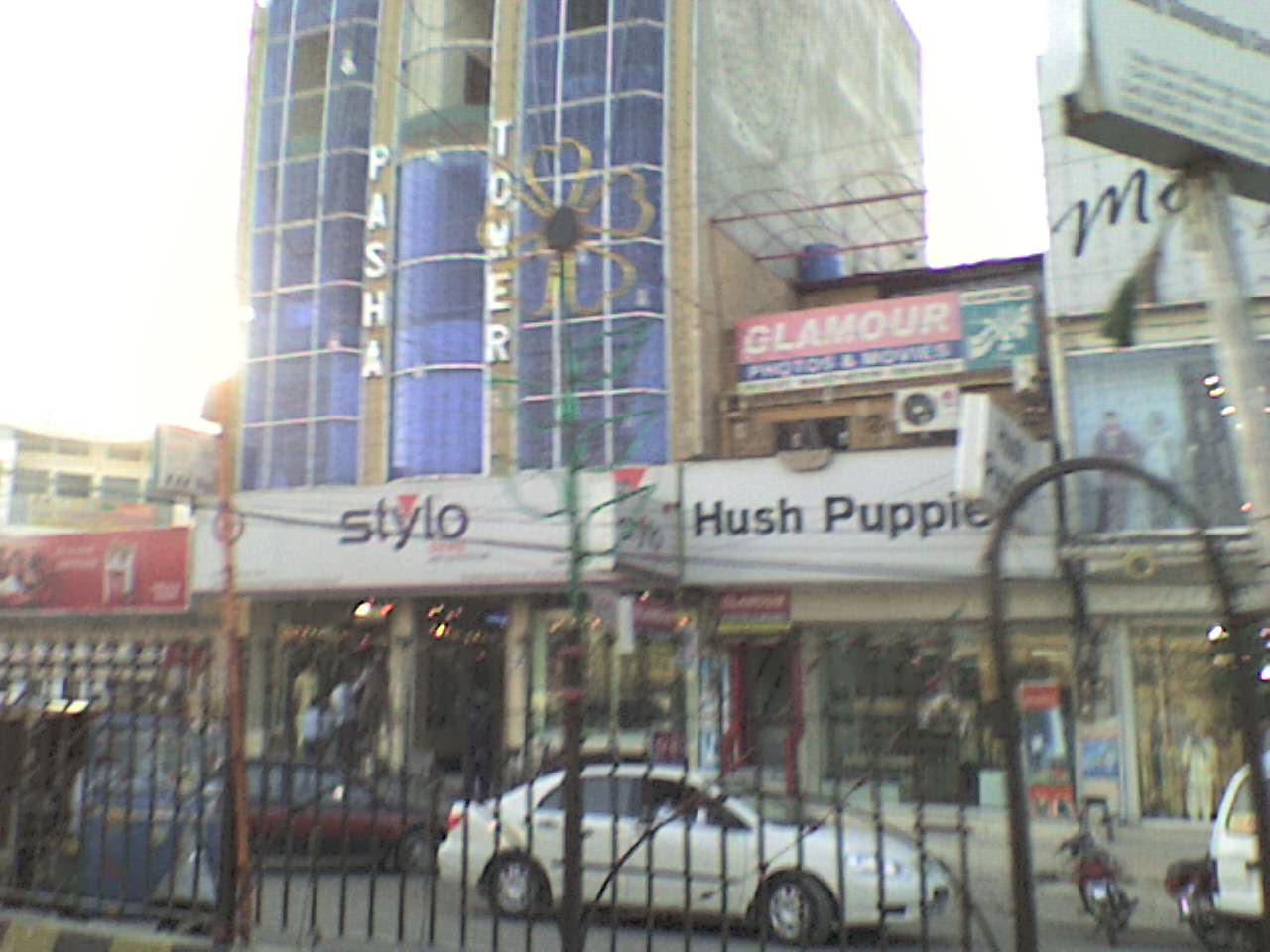
Botigues
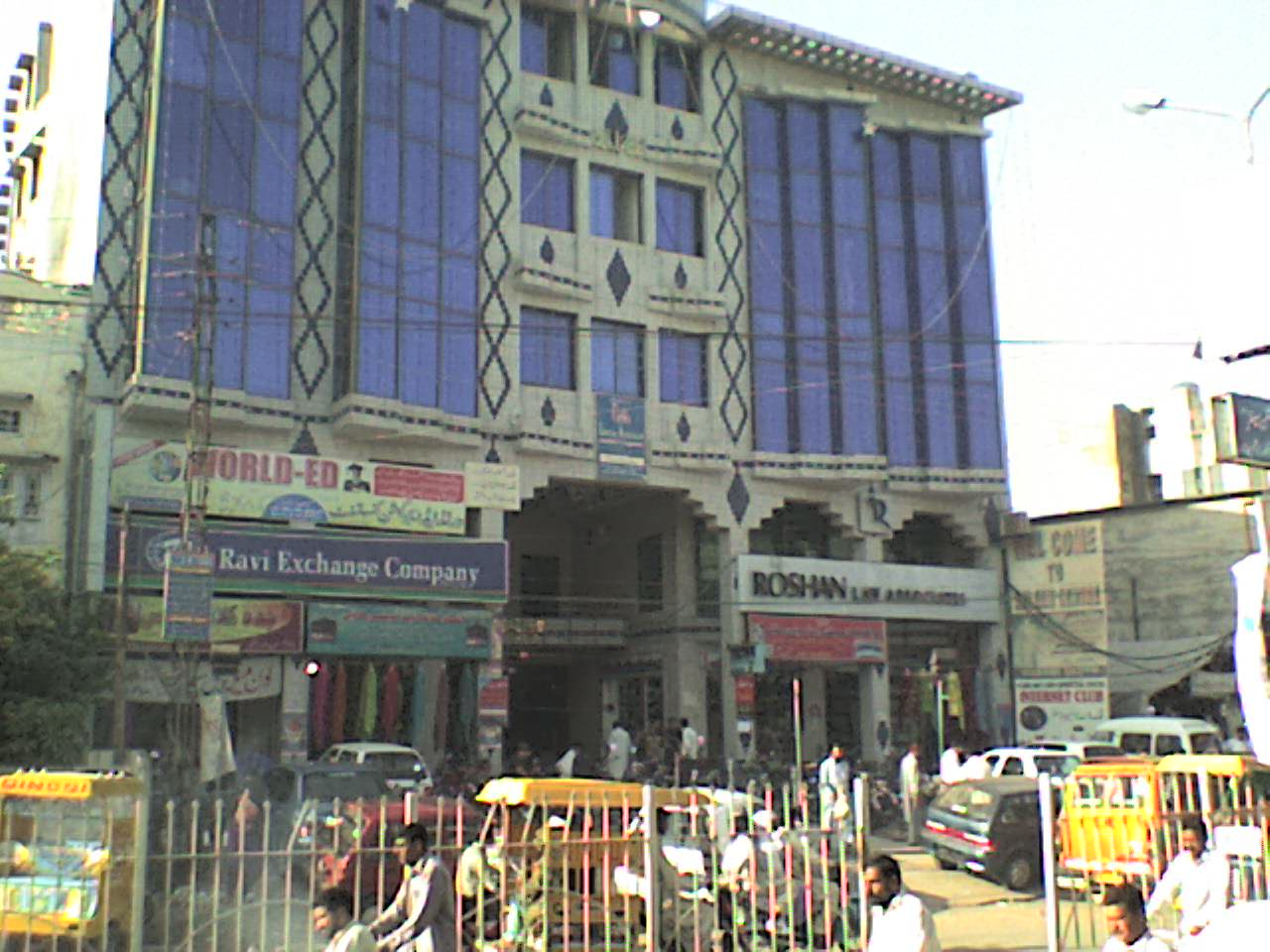
Saleem al centre
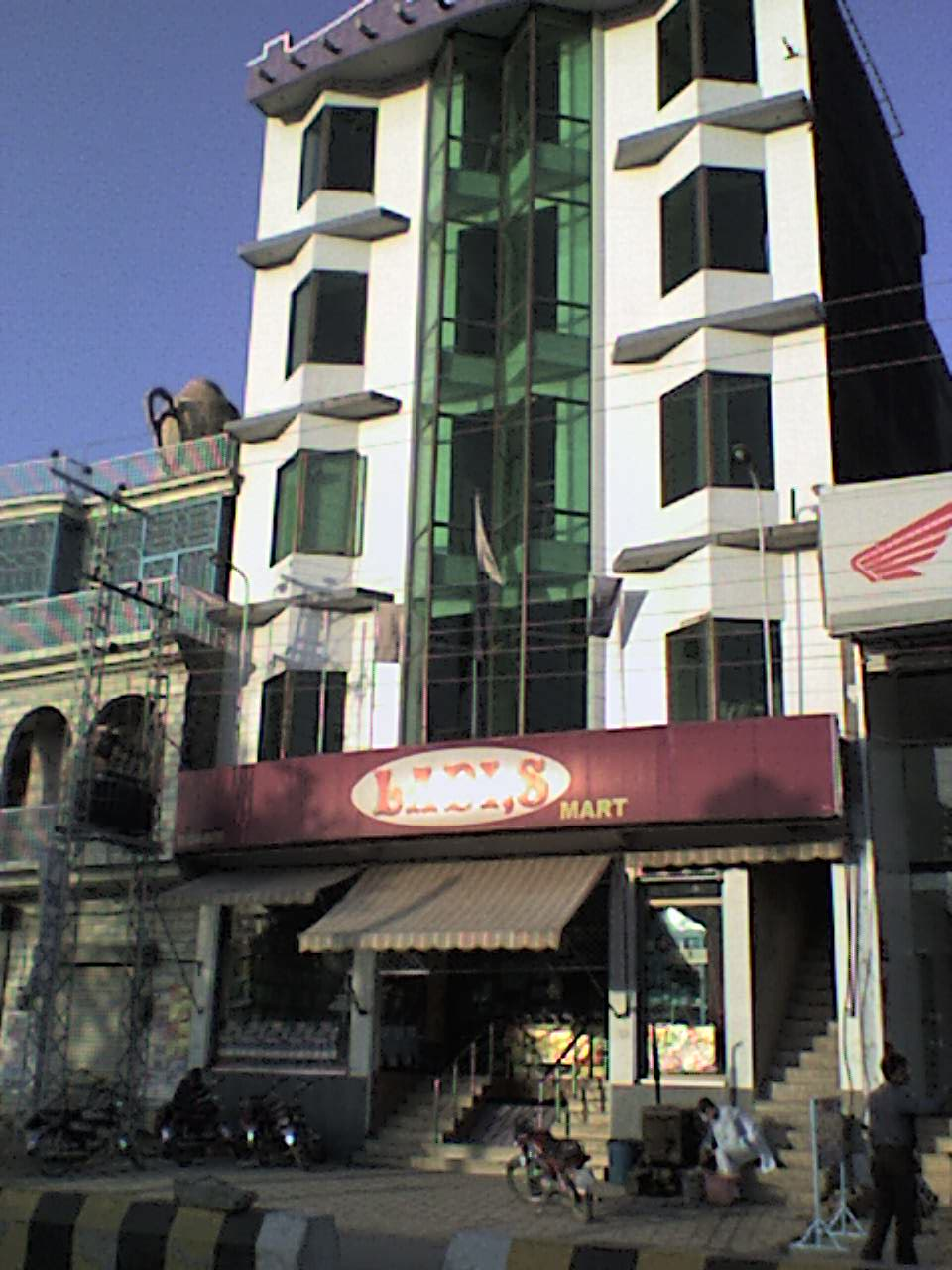
Mercat de Ladi
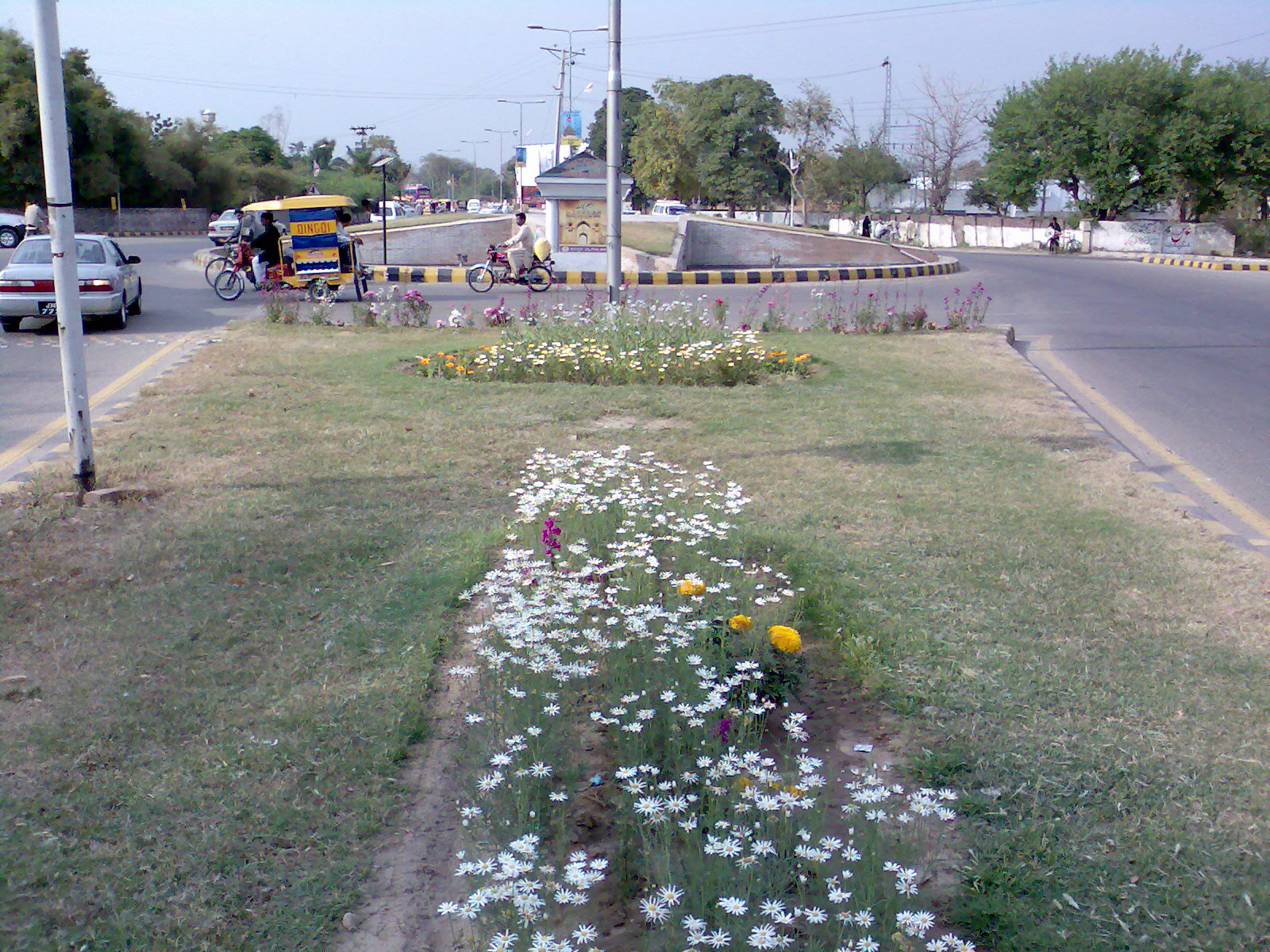
Cantonament Square, Jhelum
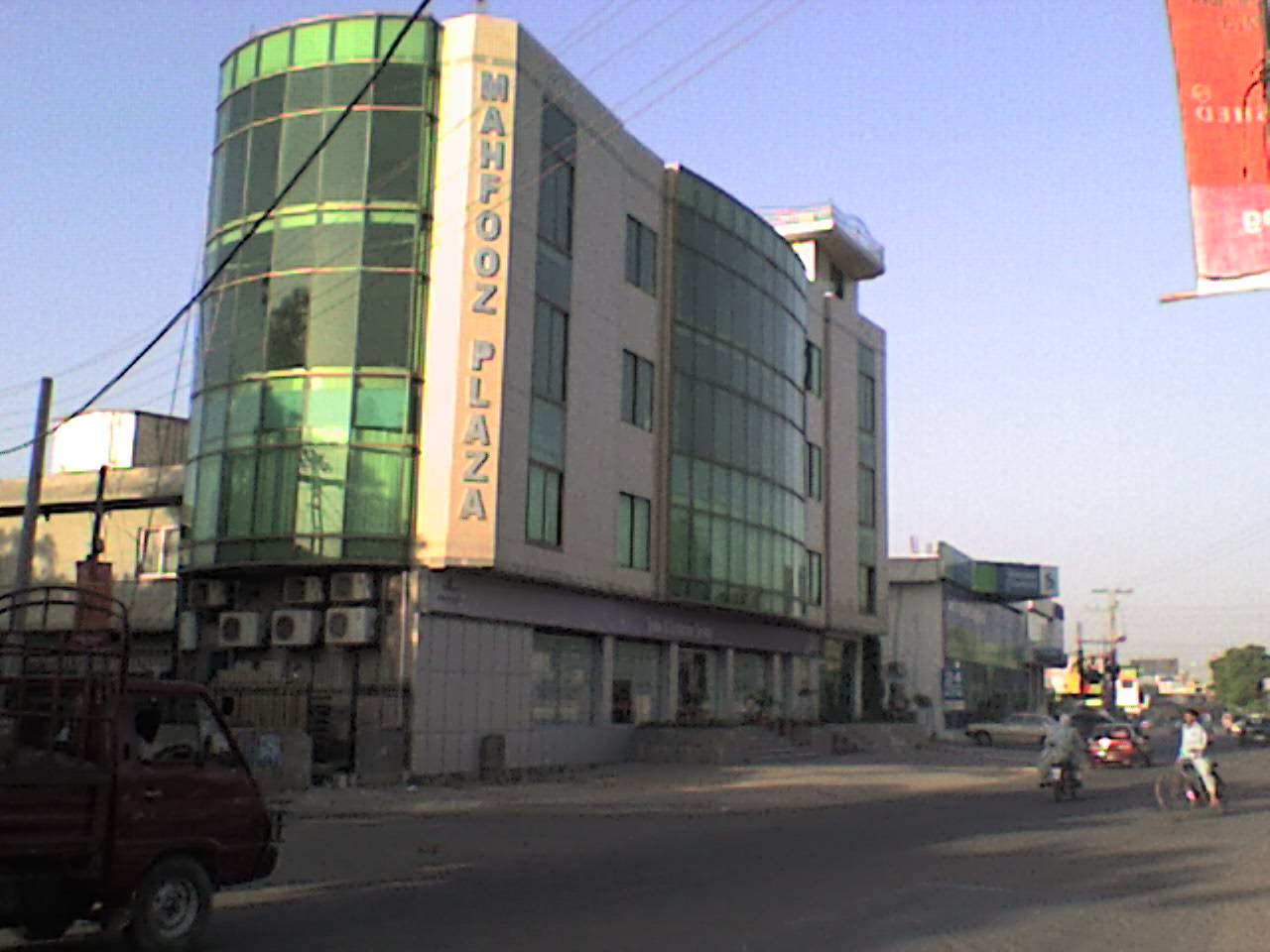
Plaça Mahfooz, Kazim Kamal Road
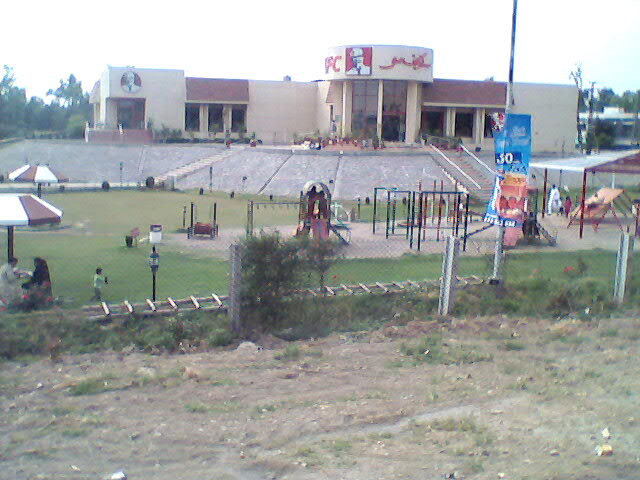
KFC Jhelum cantonment
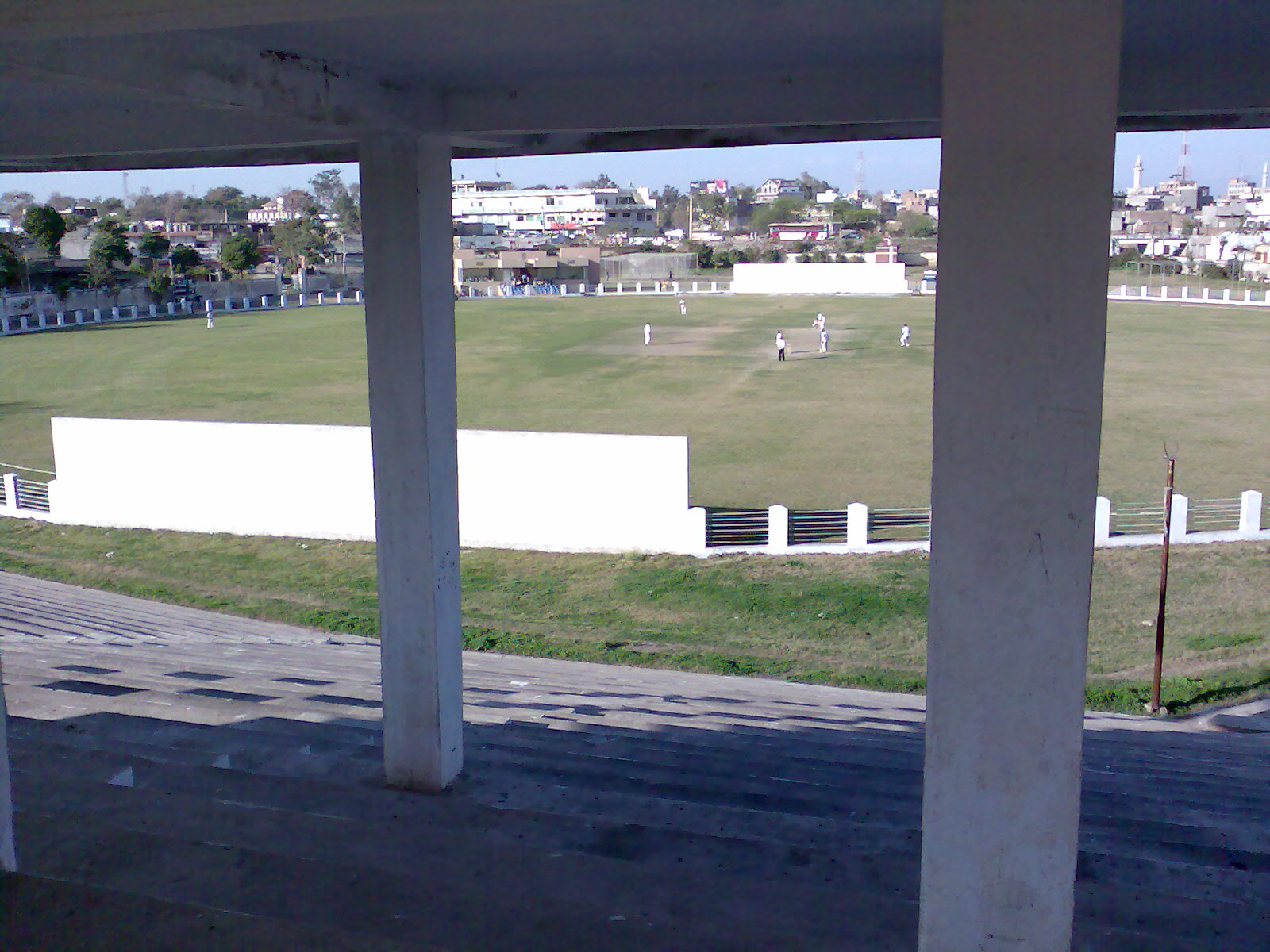
Partit
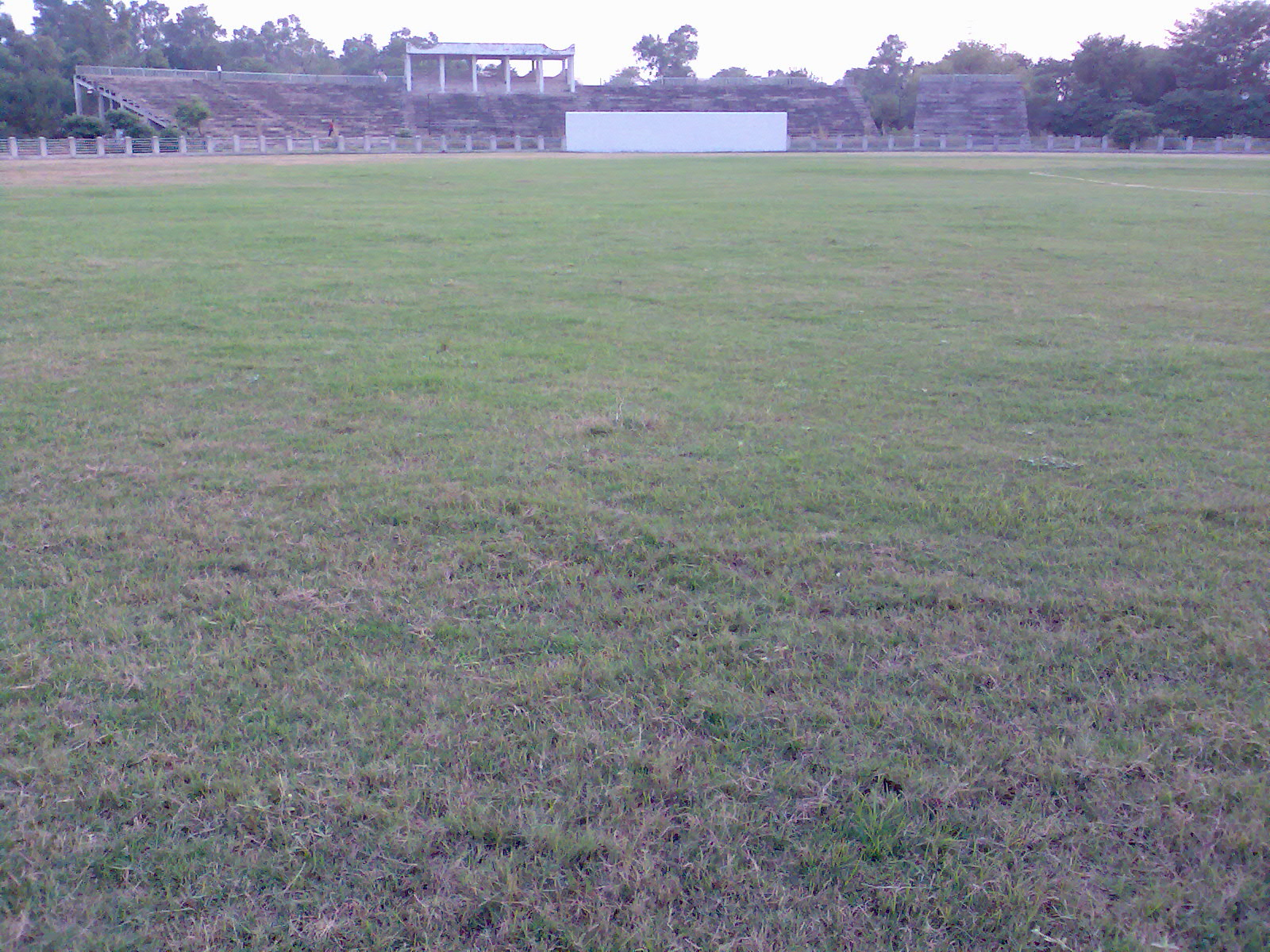
Estadi de cricket Zamir Jafri
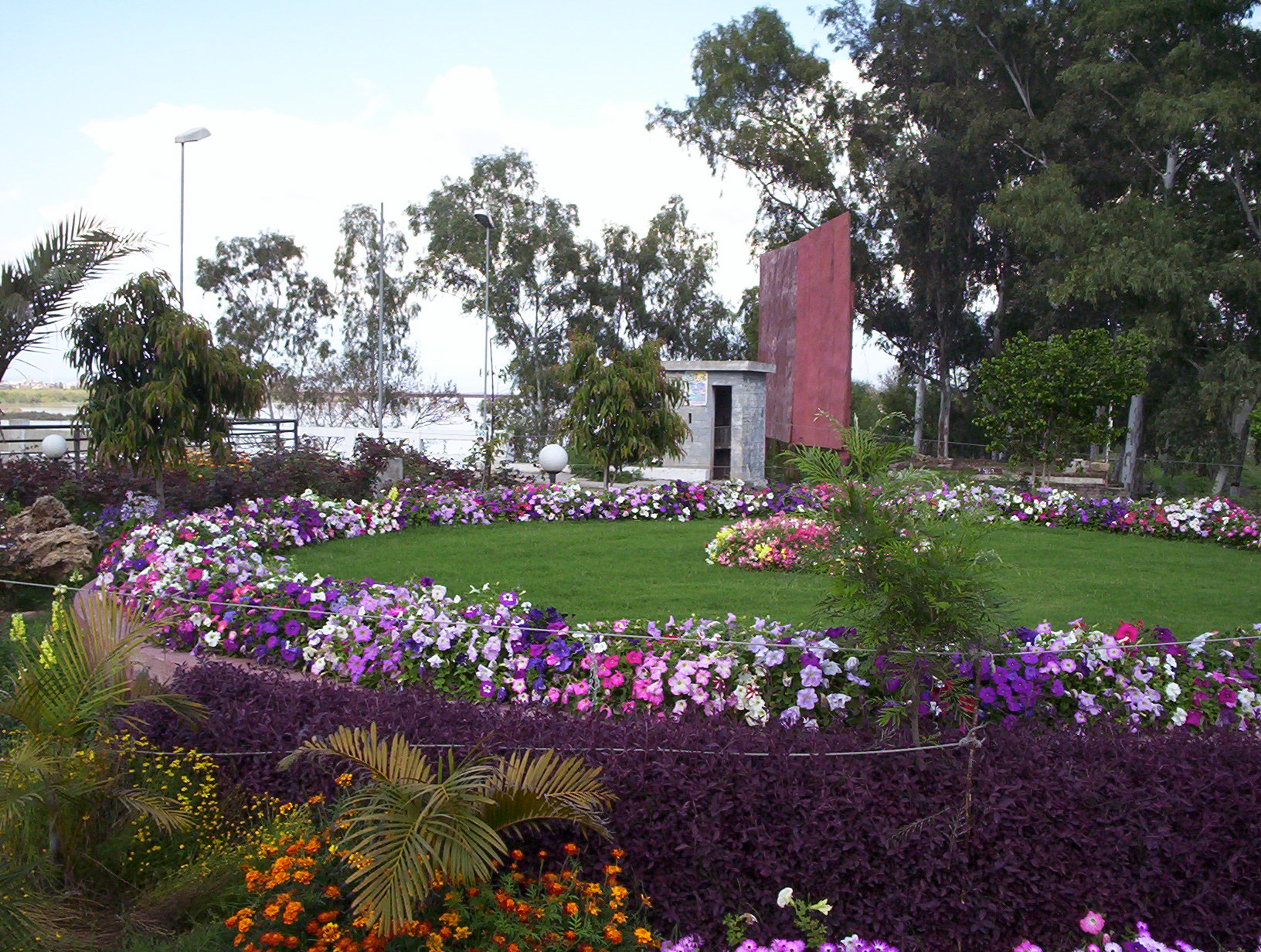
Tulipes a Jhelum
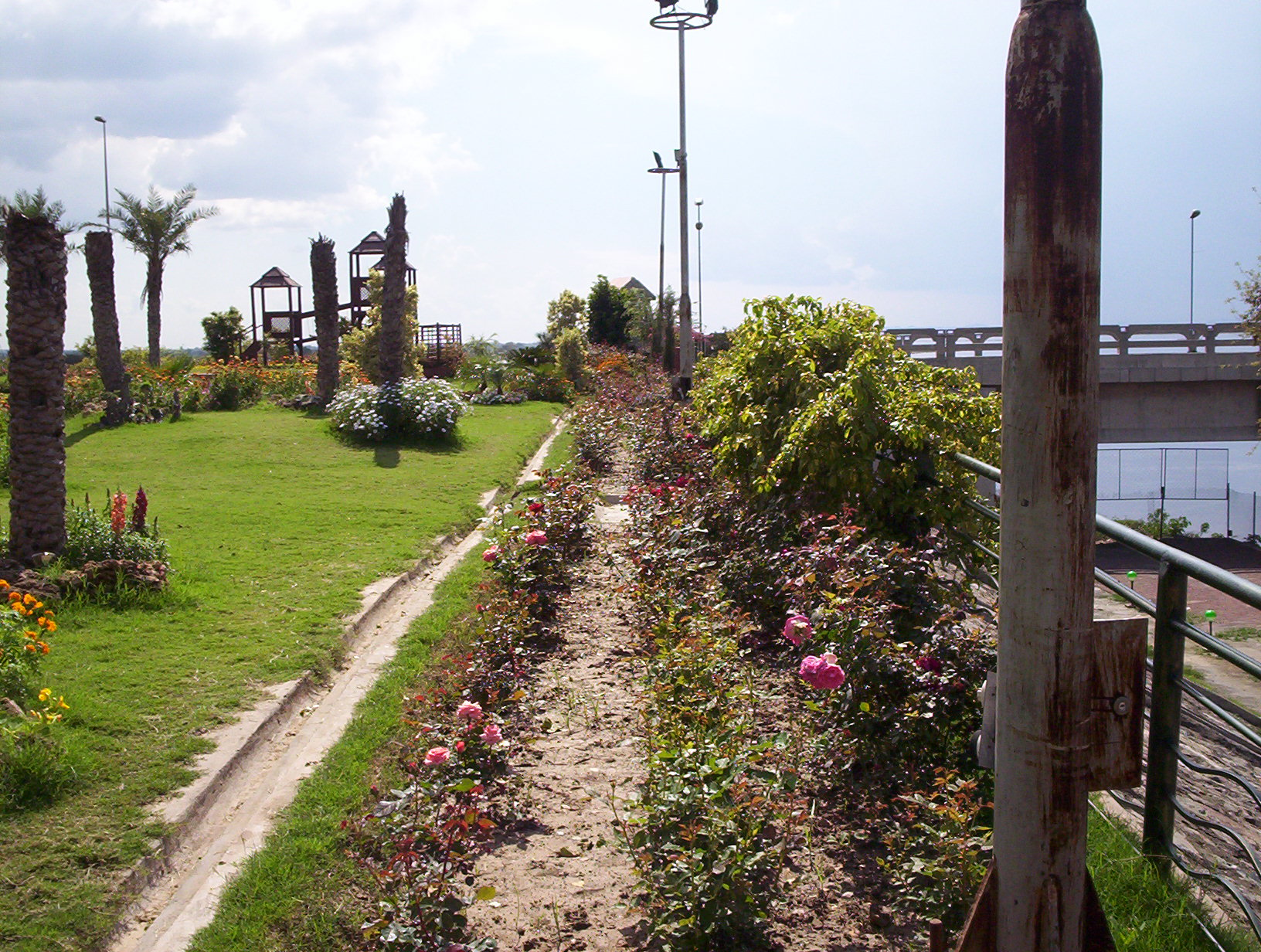
Tulipes a Jhelum
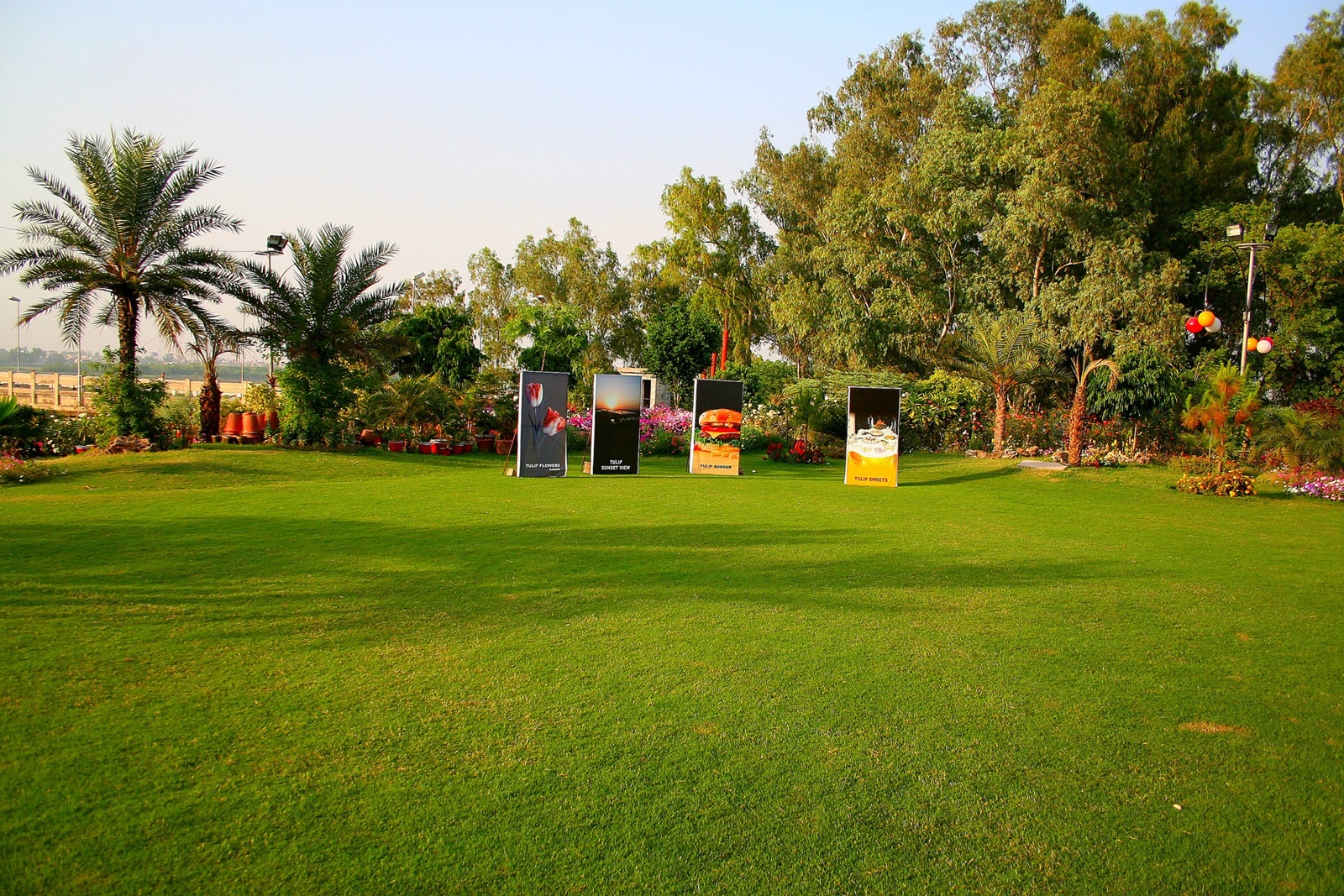
Tulipes a Jhelum
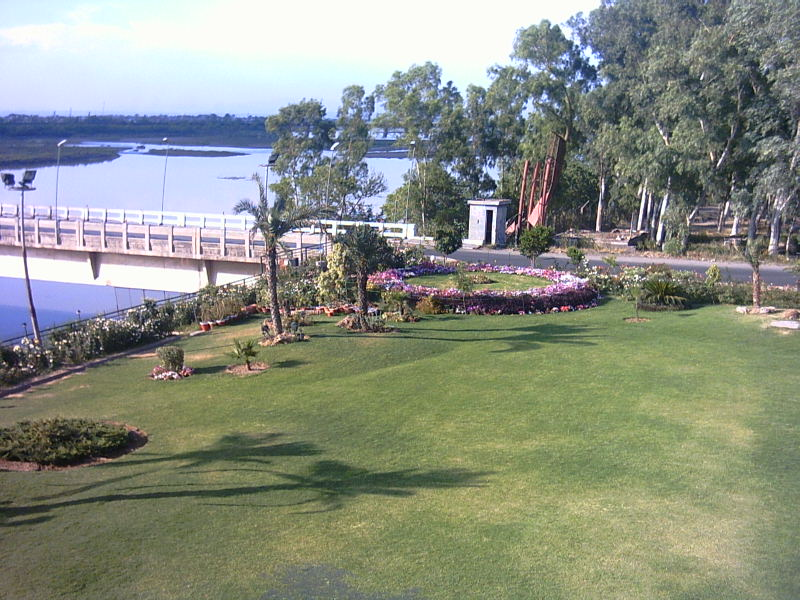
Tulipes a Jhelum
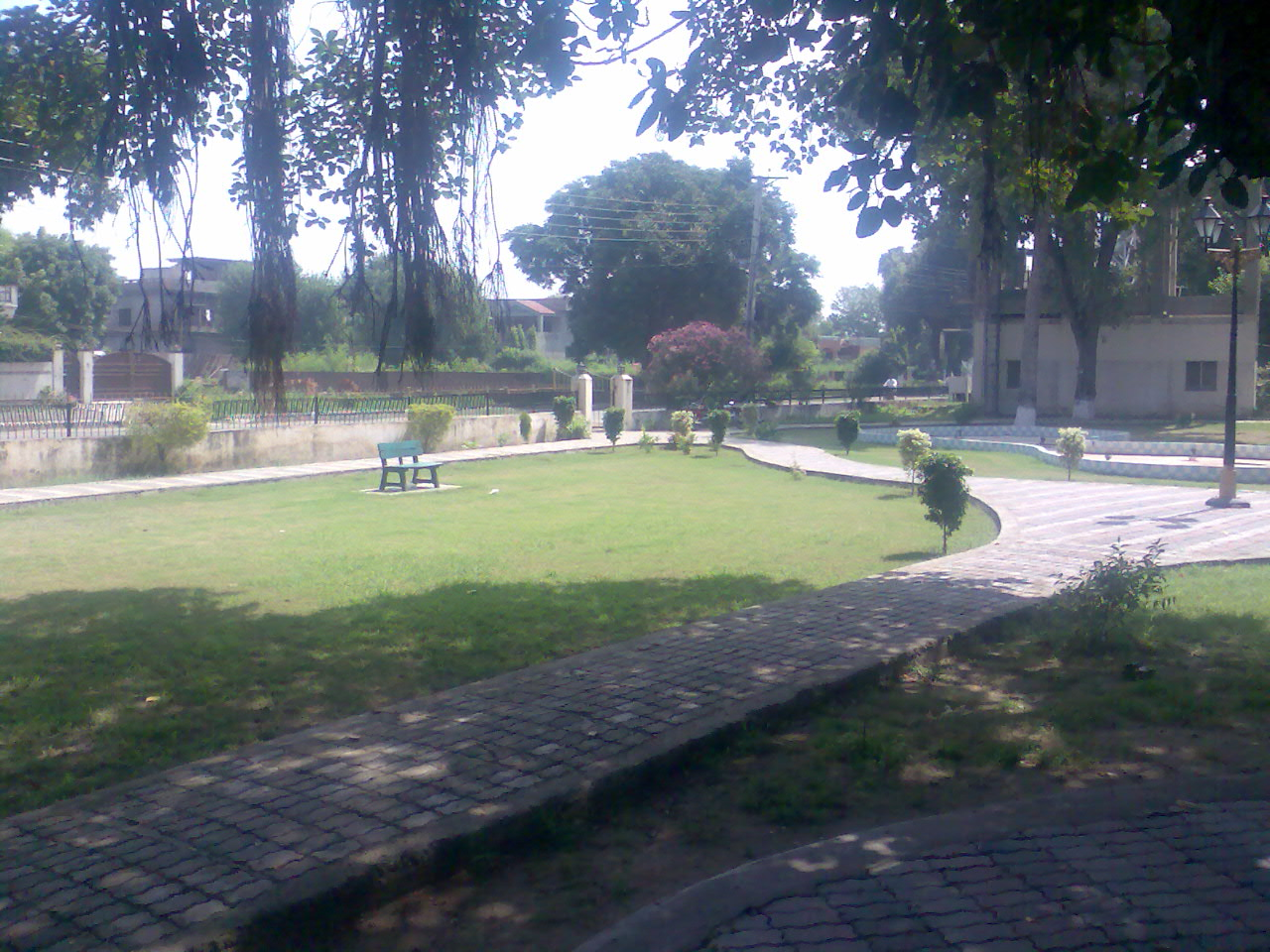
Kazim Kamal Park
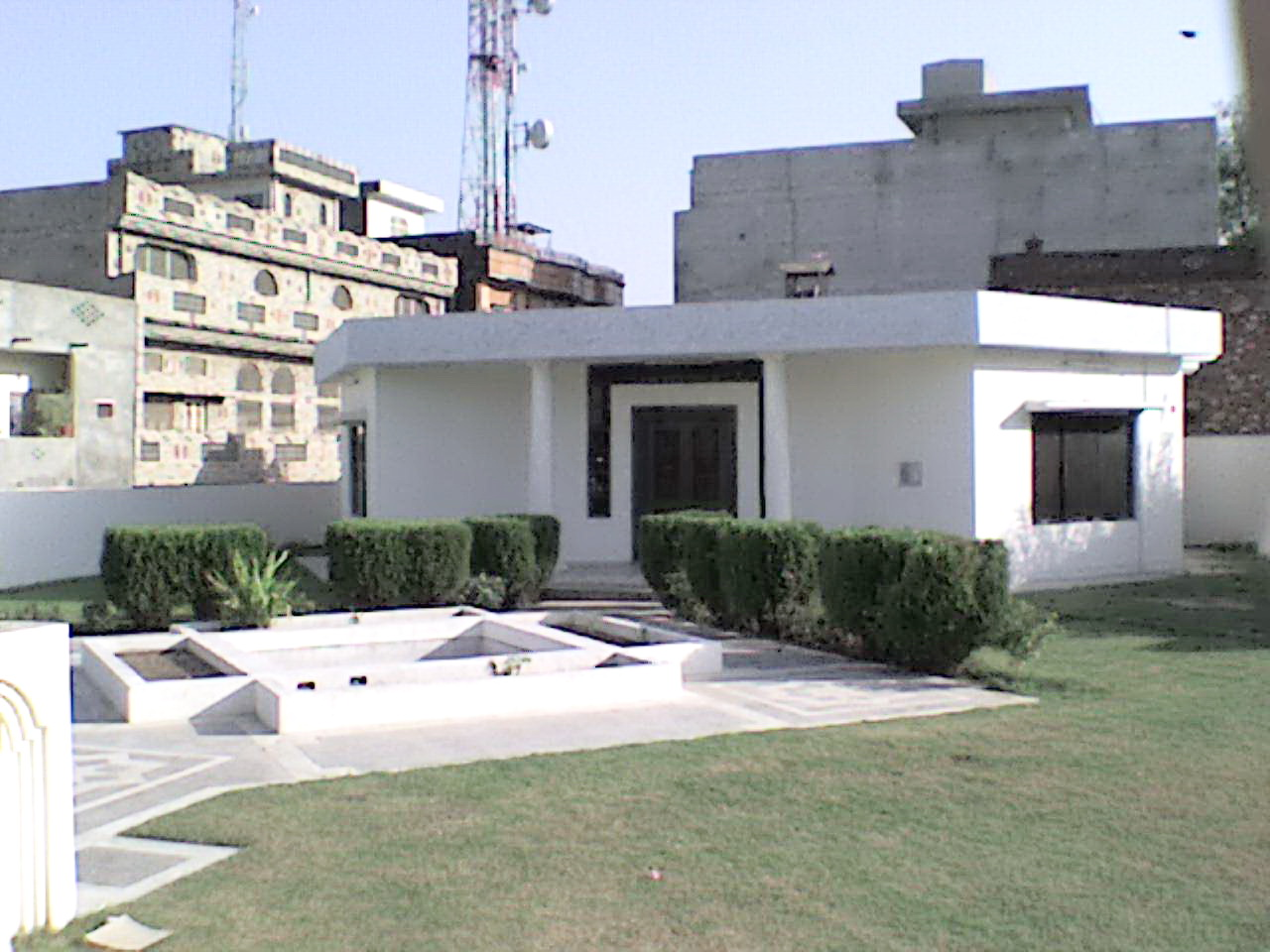
Biblioteca Major Akram
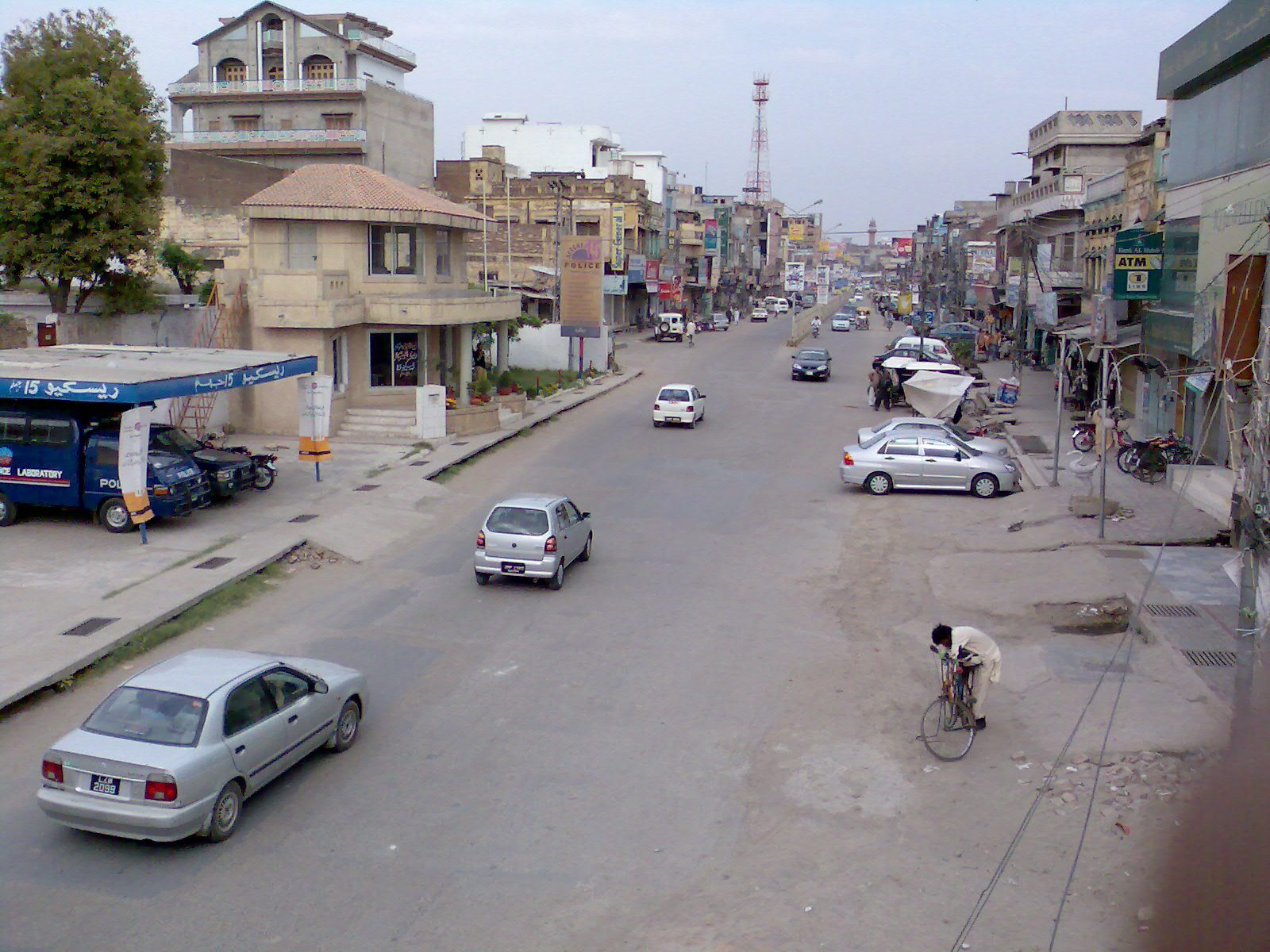
Railway Road
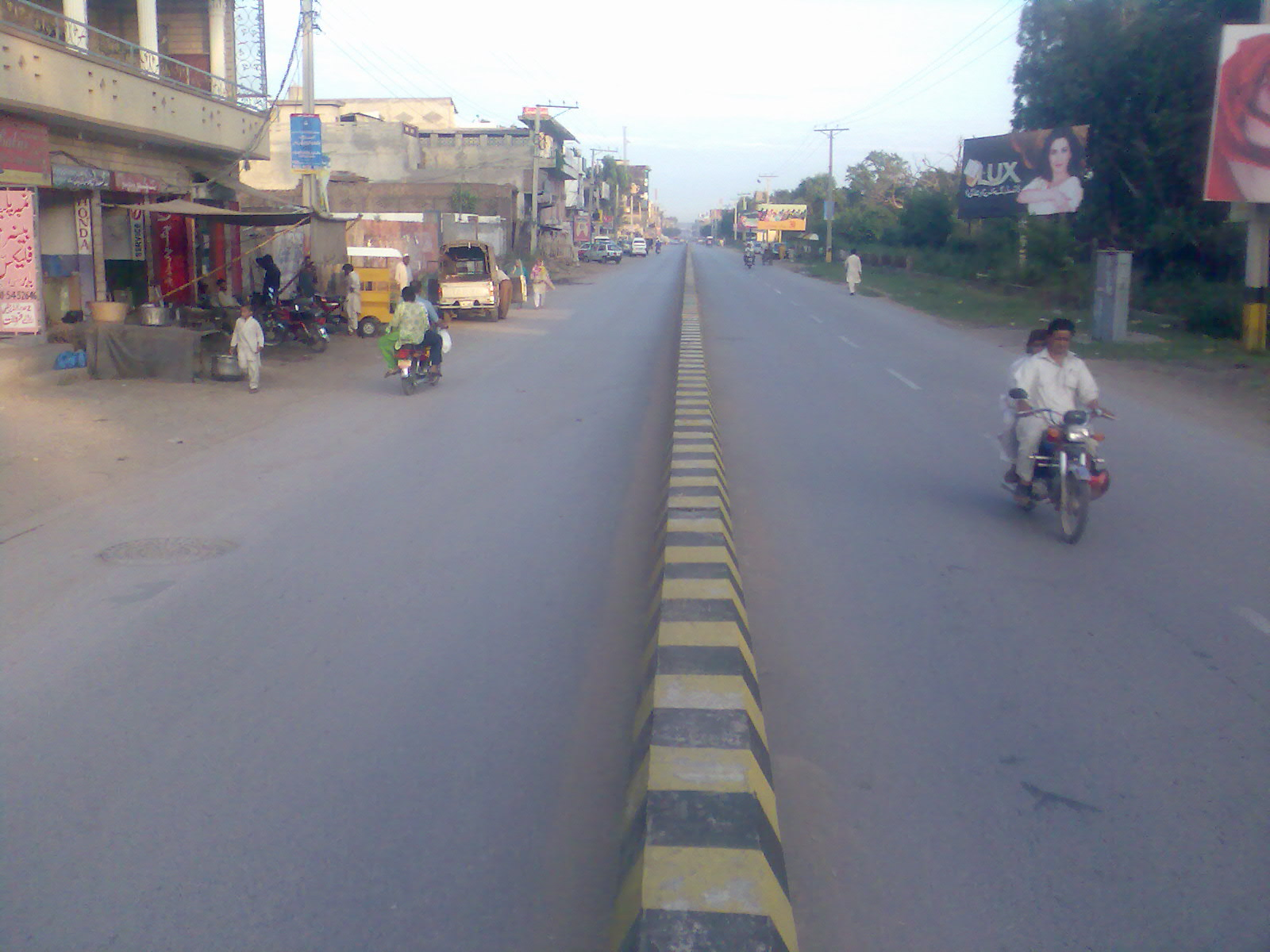
Antiga Carretera del Gran Trunk
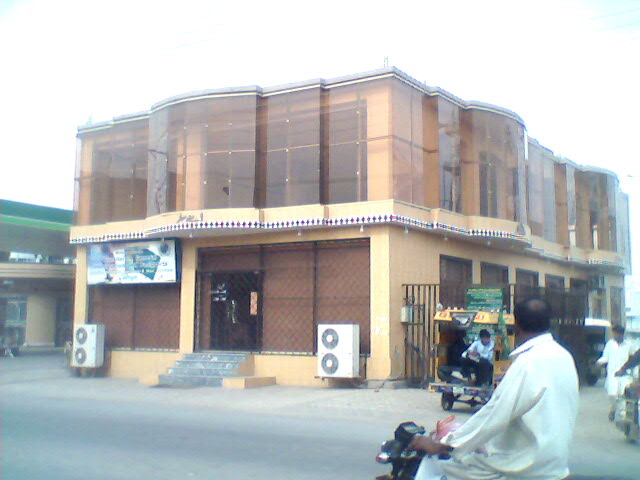
Passport Office
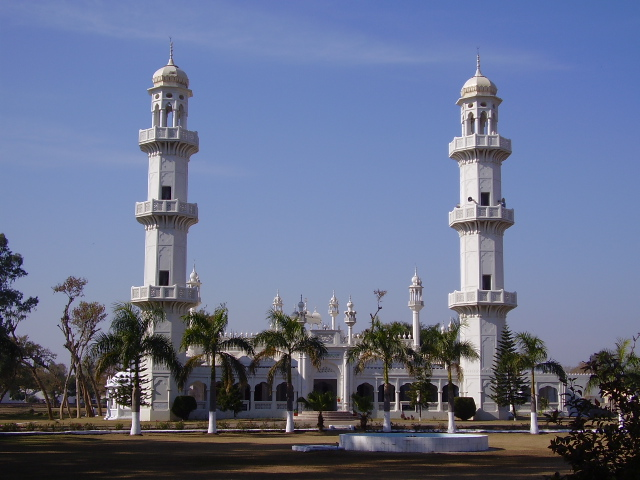
Mesquita de Jhelum
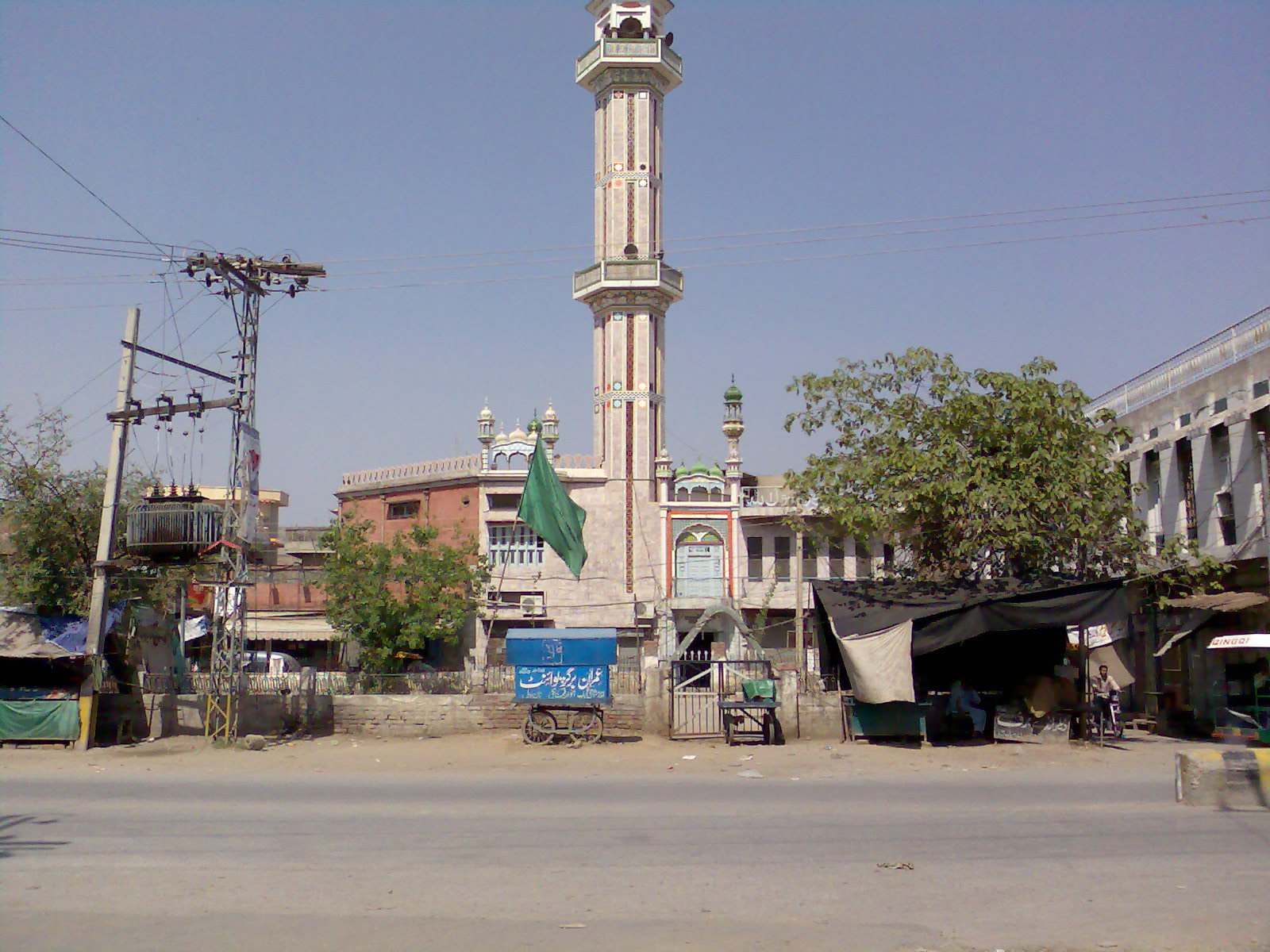
Qaym Din Masjid
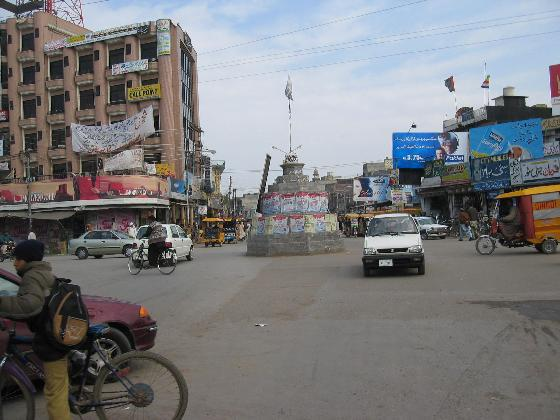
Shandar Chowk Jhelum
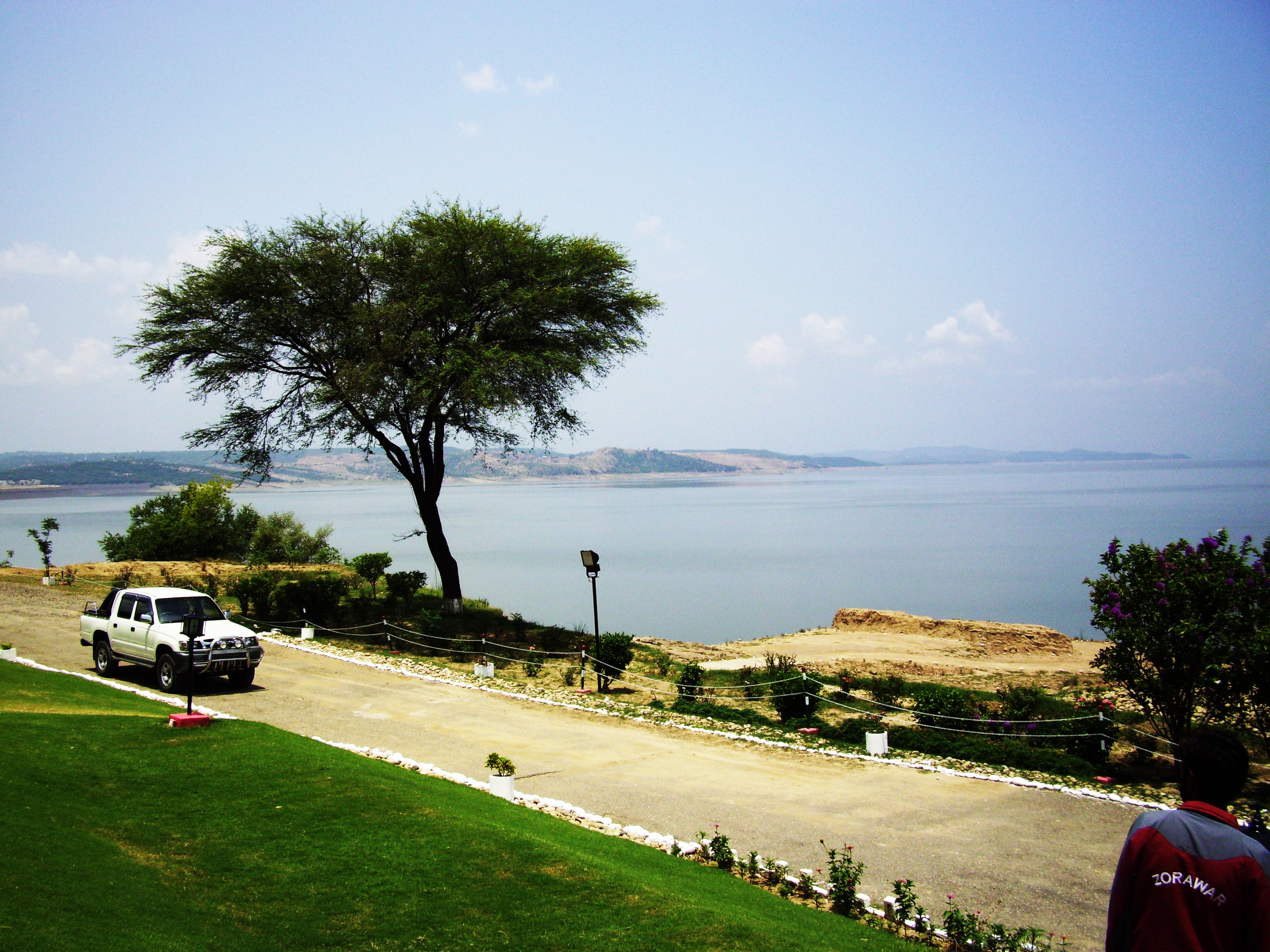
Mangla Dam Water Reservoir